# Orophea celebica
Orophea celebica là loài thực vật có hoa thuộc họ Na. Loài này được (Blume) Miq. mô tả khoa học đầu tiên năm 1859.